# Micro Mobility Systems
Die Micro Mobility Systems AG ist ein 1996 gegründetes Schweizer Unternehmen, das zunächst Tretroller und Kickboards entwarf und als Grosshändler vertreibt. Im Frühjahr 2022 kamen zusätzlich kabinenrollerähnliche Elektro-Leichtfahrzeuge in Retrodesign auf den Markt. Das Unternehmen hat seinen Sitz in Küsnacht. 

## Geschichte

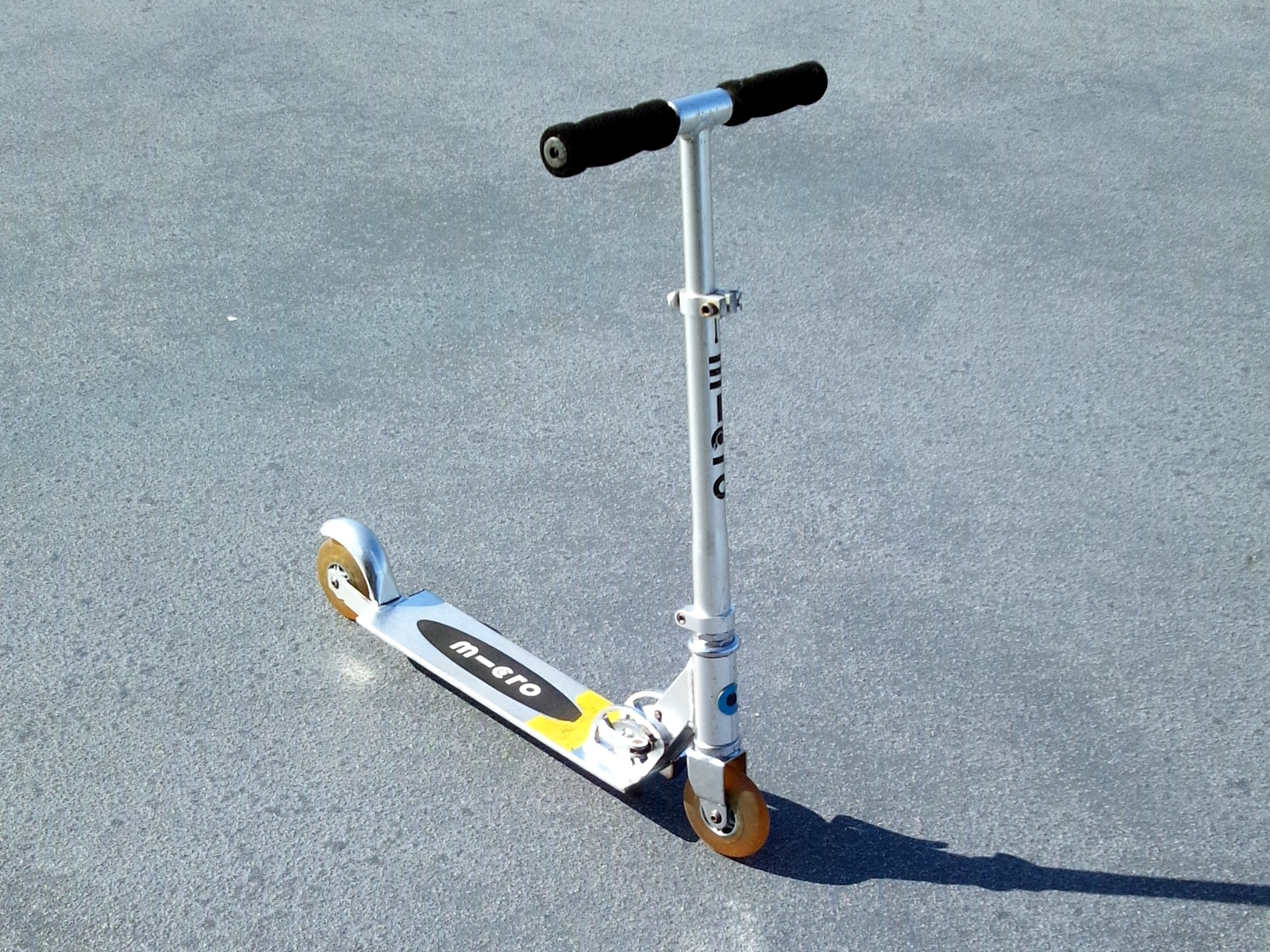
Micro Klapproller

Micro Mobility Systems wurde von Wim Ouboter gegründet, einem 1960 in der Schweiz geborenen Bankangestellten mit niederländischem Ursprung. Das bereits 1974 von der Familie Ouboter gegründete Unternehmen firmierte ursprünglich als Ouboter Invest SA und hatte bis zu seiner Umbenennung 1998 auch einen anderen statutarischen Zweck.
Als Gründungsgeschichte kolportiert Ouboter, dass ihm 1997 der Weg zu seiner Lieblings-Imbissbude am Zürcher Bellevue zu weit war, um ihn zu Fuss zurückzulegen, aber nicht weit genug entfernt, um das Fahrrad oder gar das Auto aus der Garage zu holen. Aus dieser „Not“ heraus entwickelte er einen Klapproller, der ihm den Weg erleichterte, und am Ziel leicht zu verstauen war. Eine andere frühe Inspiration soll seine Kindheit gewesen sein, da seine Schwester ein verkürztes Bein habe und deshalb statt mit Fahrrädern stets mit Rollern unterwegs gewesen sei. Der Roller wurde in Europa unter dem Markennamen micro vertrieben, in den USA früher auch als Razor.
Das Unternehmen war im Jahr 2000 zentral an einem Hype für diese Art von Rollern beteiligt, der schon im folgenden Jahr mit dem Platzen der Dotcom-Blase in sich zusammenfiel. Für Micro Mobility Systems wurde der plötzliche Rückgang der Nachfrage noch durch das massenhafte Auftreten von Nachahmerprodukten und Unfälle verschärft. Micro Mobility Systems wurde zum betriebswirtschaftlichen Lehrbuchbeispiel für die Probleme, die kleine und mittlere Unternehmen mit stark fluktuierender Nachfrage bei ausgelagerter Produktion und ungenügendem Marken- und Patentschutz haben.
Die leichten Tretroller und Kickboards, wie sie Micro Mobility Systems anbot, standen für den Zeitgeist der „New Economy“ und gerieten bei Erwachsenen mit dem Niedergang des New-Economy-Hypes ebenso schnell ins Hintertreffen. 2003 veröffentlichte Heike Bruch an der Universität St. Gallen eine Fallstudie über Micro Mobility Systems, die sie 2004 in einem Buch der Harvard Business Press verarbeitete.
Mit stabilen finanziellen Strukturen und erfolgreicher Markenführung (Branding) konnte sich der Umsatz jedoch nach 2002 stark erholen. Der weltweite Absatz von Micro-Mobility-Systems-Produkten wurde auch längerfristig bestätigt oder ausgebaut.
Mitte 2020 vor der Markteinführung des Microlino ließ sich Micro Mobility von Jürgen Rudat beraten, der bei Tesla den Europa-Vertrieb aufgebaut hatte und dort von 2016 bis 2019 Direktor für Zentraleuropa war; er wurde in den Beirat aufgenommen.

## Produkte

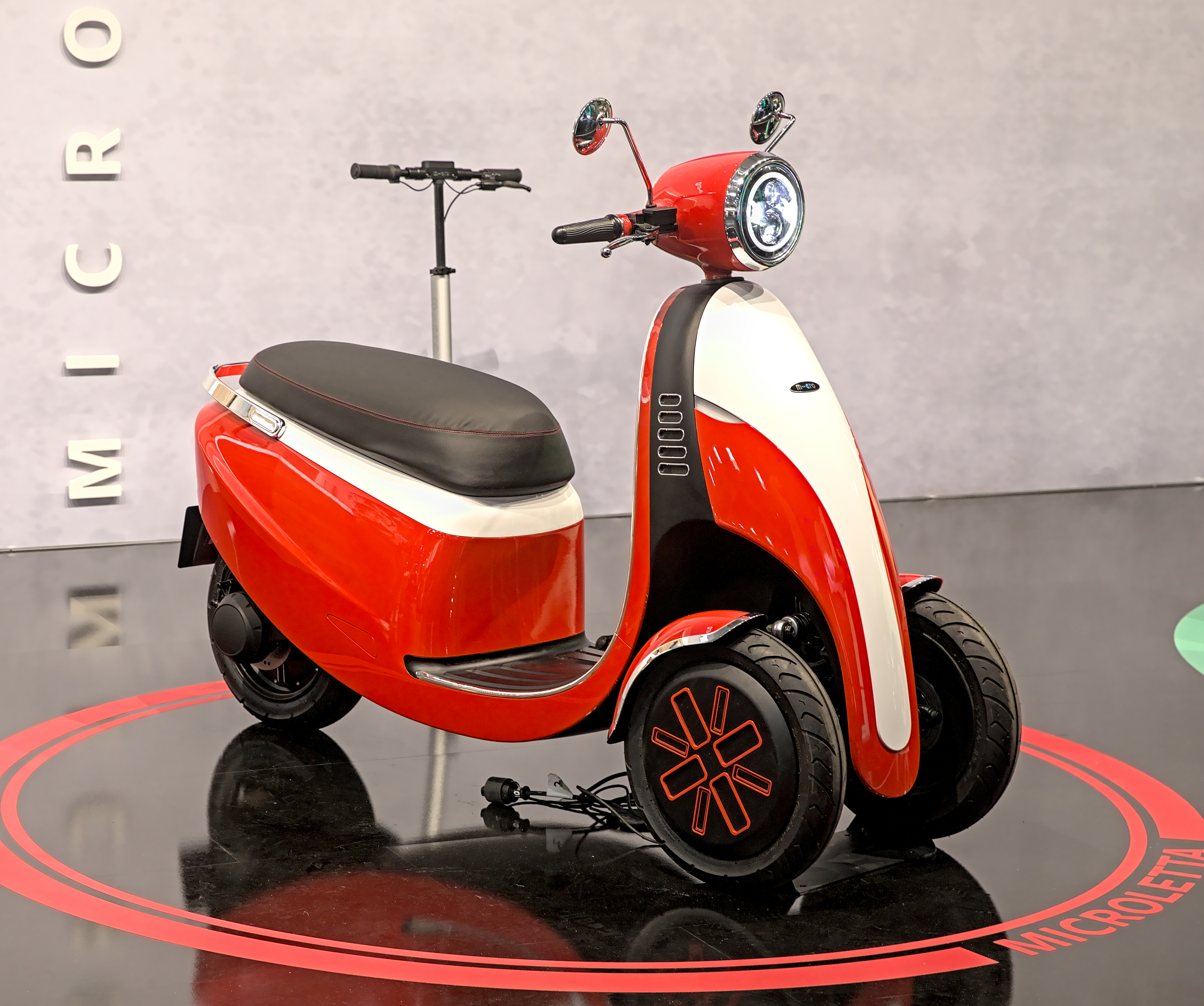
Microletta auf der IAA 2021

Das Unternehmen betreibt die Produktentwicklung selbst und hält zahlreiche Patente. Zum Sortiment gehören neben unterschiedlichen Varianten des micro-Scooters auch Kickboards, Laufräder und Accessoires.
Die Roller und Kickboards weisen typischerweise einen Klappmechanismus und harte Skate-Rollen auf und sind aus Aluminium gefertigt. Die Produktion ist komplett nach Fernost ausgelagert. 
In Zusammenarbeit mit Samsonite wurde ein Gepäckstück entwickelt, das im Flugzeug mit ins Handgepäck darf und bei Bedarf mit zwei Handgriffen zum Scooter wird. Zu den Kunden gehört auch die Schweizer Armee, für die Micro Mobility Systems kleine Transportwägelchen entwickelt hat, mit denen Soldaten das 45 kg schwere Gepäckset auf der Fahrt vom und zum Dienst leichter bewegen können.
Weiter wurde 2020 erstmals ein größerer, dreirädriger E-Roller Microletta vorgestellt. Die Bauweise erlaubt sein Fahren mit einem Automobilführerschein. Die Serienversion des Rollers kann seit der Präsentation vorbestellt werden.

### Microlino

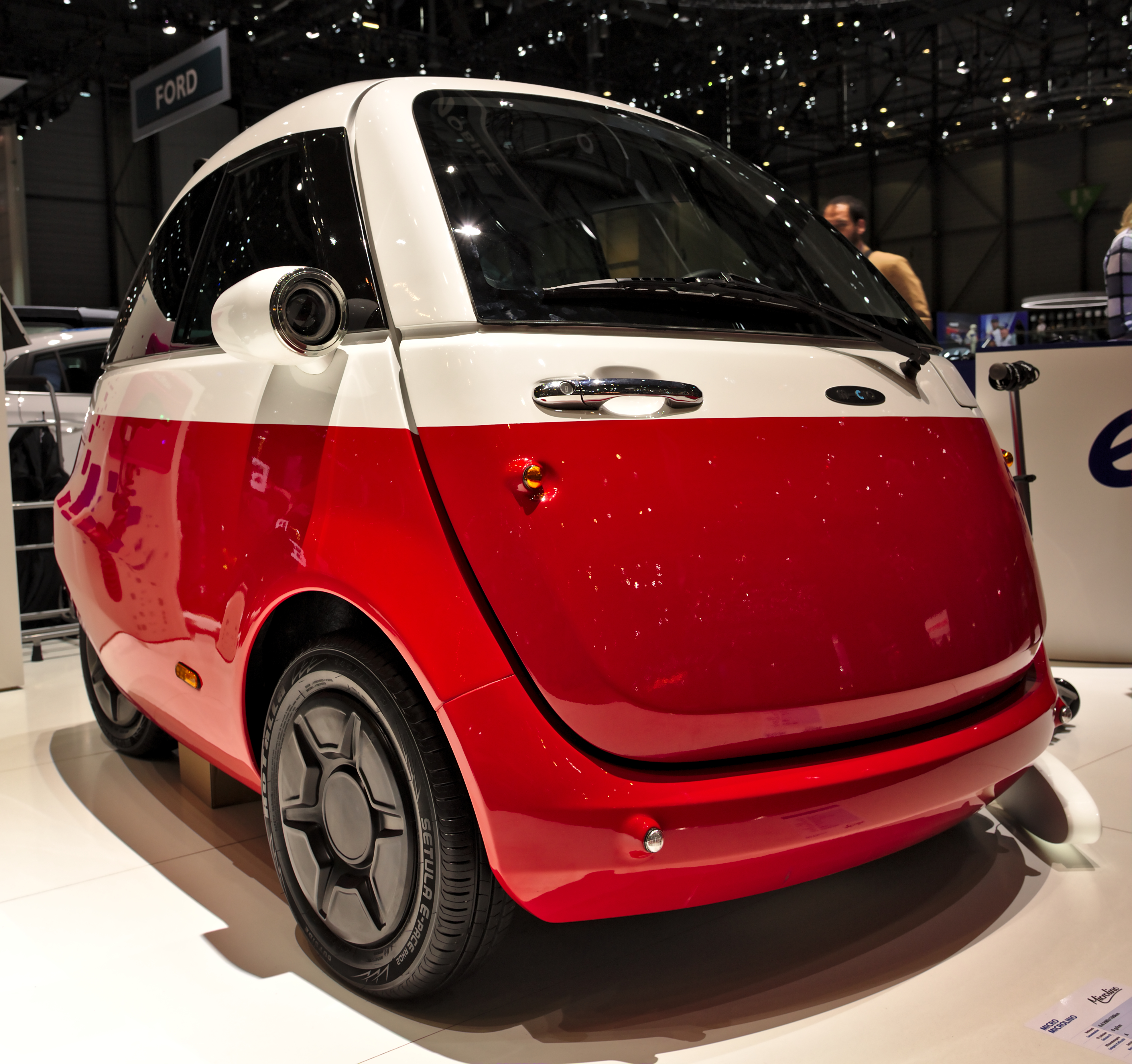
Microlino auf dem Genfer Auto-Salon 2018

Auf dem 86. Genfer Auto-Salon 2016 stellte das Unternehmen erstmals das Elektroauto Microlino vor, das mit seiner Form auf die BMW Isetta anspielt und von der Designwerk Technologies AG, der Zürcher Hochschule für Angewandte Wissenschaften (ZHAW) und dem Entwicklungspartner Tazzari entwickelt wurde. Gebaut werden sollte der Microlino von Artega in Delbrück ab 2019, wobei es wegen Auseinandersetzungen über technische und vermarktungsbezogene Fragen sowie wegen der Vorstellung eines sehr ähnlichen Modells durch Artega unter der Bezeichnung Karolino nicht zum Produktionsstart kam. Anfang 2020 wurde im Streit die Einigung erzielt, wonach Artega ihr Fahrzeug als Karo auf den Markt bringen darf. Der Microlino hingegen wird seit Mai 2022 mit dem italienischen Partner Cecomp nach einer sorgfältigen Vorbereitung in Serie produziert; laut Hersteller liegen 16.000 Reservierungen vor.
Im Sommer 2021 wurden ein Basispreis von 12.000 € und ein Gewicht von 513 kg, eine Höchstgeschwindigkeit von 90 km/h, eine Batteriekapazität von 8 kWh und eine Reichweite von 125 km angegeben, mit größerer 14,4-kWh-Batterie 200 km Reichweite, im Winter 100 bzw. 160 km Reichweite. Das Fahrzeug soll in der EG-Fahrzeugklasse L7e zugelassen werden. Im Unterschied zur Bauweise des Prototyps (und auch der BMW Isetta) mit Stahlrohrrahmen wird die Karosserie nun wie die meisten Serienautos aus gepresstem Stahlblech hergestellt.

#### Microlino Lite

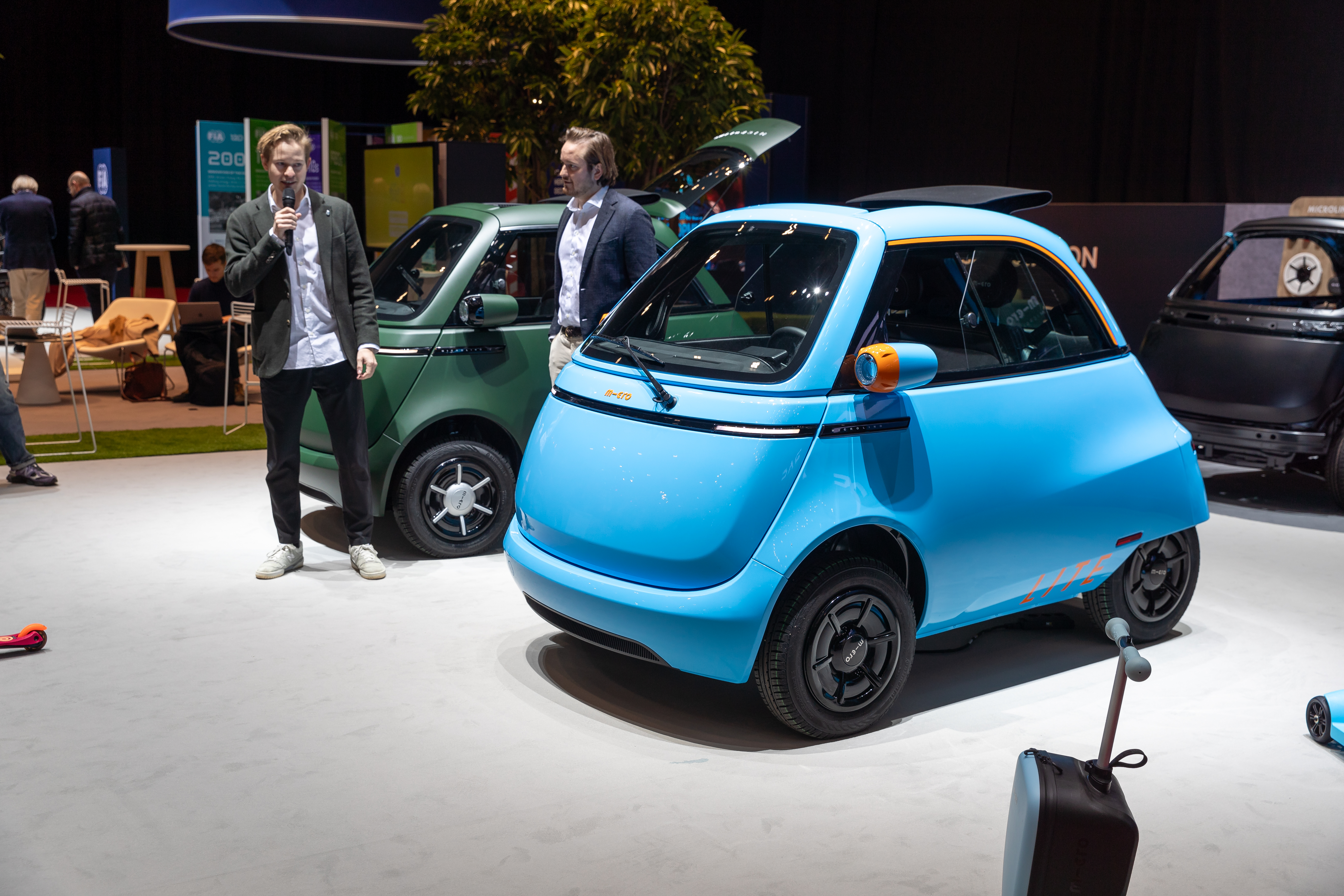
Vorstellung des Microlino Lite

Am 91. Genfer Auto-Salon 2024 wurde der Microlino Lite der EG-Fahrzeugklasse L6e vorgestellt, welcher je nach Land bereits ab 14 Jahren gefahren werden darf. Die Höchstgeschwindigkeit beträgt 45 km/h.